# Бескарагай (Бескарагайський район)
Бескарага́й (каз. Бесқарагай) — село, центр Бескарагайського району Абайської області Казахстану. Адміністративний центр та єдиний населений пункт Бескарагайського сільського округу.
Населення — 4765 осіб (2021; 4377 у 2009, 4861 у 1999, 5724 у 1989).
Національний склад станом на 1989 рік:
- росіяни — 44 %
- казахи — 40 %

До 2007 року село називалось Велика Владимировка.